# 백윤화
백윤화(白允和, 일본식 이름: 白川允和시라카와 인와, 1893년 5월 11일 ~ 1956년 10월 17일)는 일제강점기와 대한민국의 친일파 법조인이다. 본관은 수원이다.

## 생애

### 일제강점기 활동
1893년 5월 11일 한성부에서 태어났다. 아버지는 백운영(白運永)은 한성부에서 가장 큰 부인용품 상점인 '백상회'를 운영하던 재력가였다. 1910년 6월 보성중학교를 거쳐 1915년 3월 경성전수학교를 졸업하고 1915년 5월 부산지방법원 진주지청 서기 겸 통역생이 되면서 법조계에 들어섰다. 1917년 3월 부산지방법원 밀양지청 서기과 서기 겸 통역생으로 옮겨 근무했고, 이듬해 1918년에는 고등관 8등의 부산지방법원 통영지청 판사로 고속 승진하여 일제강점기 동안 조선총독부 판사로 근무했다.
1919년 3월에는 경성지방법원 수원지청 판사, 1921년 7월 경성지방법원 판사로 옮겼다. 경성지방법원 판사로 근무하던 1922년 12월, 사이토 총독을 암살할 목적으로 국내에 들어왔다가 백윤화 자신의 집으로 찾아와 독립운동 군자금을 요구한 의열단원 윤병구, 유석현, 김지섭 등 독립운동가들을 일본 경찰에 밀고하여 체포하도록 했다.
1927년 8월, 경성 보성고등보통학교 학생으로서 교장 배척운동을 전개하다가 체포된 박종운, 박일봉 등의 재판에 판사로 참여했으며 같은 달 비밀결사 창의단 단원 김응선 등을 비롯한 독립운동가들이 일제 경찰에 체포되었을 때 이들의 재판에 판사로 참여했다. 1928년 11월 쇼와 천황 즉위기념 대례기념장을 받았으며, 1929년 9월에는 정6위에 서위되었고, 11월 훈6등 서보장을 받았다. 1930년 2월에는 경성복심법원 판사로 발령받았다.
경성복심법원 판사로 재직하던 중에 1931년 1월, 광주학생운동에 동조하여 학생시위를 계획하고 격문을 배포하는 등의 활동을 전개하다가 체포되어 공주지방법원 흥성지청에서 판결을 받았다가 검사의 항고로 경성복심법원에서 열린 임종만, 고인환 등의 재판에서 이들에 대한 면소결정을 파기하고 재판을 다시 공주지방법원으로 돌려보냈다. 1932년 4월에는 무장독립운동 단체인 국민부의 군사부의 김형건, 박차석 등의 독립운동가들이 체포되어 재판받을 때 판사로 참여했다. 1934년에는 훈5등 서보장을 수여받는 등 여러 차례 일본정부로부터 훈장을 받았다. 1935년에 총독부가 시정 25주년을 기념하여 표창한 표창자 명단에도 들어 있다. 1943년을 기준으로 고등관 3등의 경성지방법원 판사로서 정5위 훈4등에 서위되어 있었다.

### 광복이후 활동
1945년 8월에 태평양 전쟁이 종전되면서 건국준비위원회의 여운형이 일본 제국이 갖고 있던 치안권을 인수했을 때, 정훈과 함께 여운형과 총독부 사이에서 매개 역할을 하였다. 이후 미군정기에는 1945년 10월 미군정청에 의해 경성지방법원 판사에서 해임되었다. 같은해 12월 법무국에서 변호사 인가를 받고 1947년 8월 서울에서 변호사를 개업하여 활동했다.
1948년 1월, 태평양 전쟁 당시 징병과 징용 등으로 강제사역을 당했던 조선인 청장년들이 중심이 되어 대일배상청구를 목적으로 조직한 사단법인 '태평양동지회'의 감사에 선임되어 활동했다. 1956년 10월 17일 병사했다.

## 사후
2002년 발표된 친일파 708인 명단 판사 부문과 2008년 공개된 민족문제연구소의 친일인명사전 수록예정자 명단 중 사법 부문에 모두 포함되었으며 2009년 친일반민족행위진상규명위원회가 발표한 친일반민족행위 705인 명단에도 포함되었다.

## 가족관계
- 조부 : 백주현(白周鉉, 1849년 ~ ? )
  - 부 : 백운영(白運永, 1874년 ~ ? ) 백상회(白商會) 운영
    -       - 아들 : 남승(南升)

    - 동생 : 백경화(白敬和, 1897년 ~ ? )
      - 조카 : 남진(南震)

    - 동생 : 백성화(白聖和, 1904년 ~ ? )
      - 조카 : 남갑(南甲)

## 참고자료
- 백윤화(白允和) - 국사편찬위원회